# POS-terminál
A POS-terminál (angolul "Point of Sale", Svájcban EFT/POS-terminál), magyarul készpénzmentes értékesítési pont, azaz egy online terminál, ami biztosítja a készpénz nélküli fizetés lehetőségét az értékesítési pontokon. 

## A POS-terminálok története
Az 1970-es években, az ATM-ek elterjedésekor a bankok annak lehetőségét kezdték vizsgálni, hogy a három készpénzkezelési folyamatot (készpénzfelvétel, készpénzfizetés és készpénz elszállítása a boltokból) egyetlen, készpénz nélküli POS-tranzakcióval helyettesítsék. Automatizálni akarták a pénz átutalását a vevő számlájáról az eladó számlájára. Ennek megfelelően a POS-fizetés olyan fizetésnek minősül, amelyben az eladónak van POS-terminálja, a vevő a megfelelő kártyát használja fizetési eszközként, és a kártyatulajdonos hitelességét (cardholder verification) túlzott erőfeszítések nélkül és viszonylag magas biztonság mellett elismerik (authentication), a kártya tulajdonosának történő terhelés, valamint a kiskereskedelmi és szolgáltató vállalat felé történő jóváírás automatizált.

## Az első kísérletek a POS-terminálokkal
A POS-rendszerek fogalmi alapját 1968-ban az American Bankers Association akkori elnöke, Dale L. Reistad alkotta meg, a „készpénz nélküli társadalom” jövőképével. Az első POS-fizetési rendszerekről, amelyek valóban bevezetésre kerültek, valószínűleg azért nincsen sok információ, mert csak helyi projektek voltak, amelyek nem voltak túl sikeresek. A hiányos irodalomnak köszönhetően elmondható, hogy az első POS-fizetési rendszerek az 1971-es előkészületeket és a vizsgálati szakaszokat követően 1972-ben indultak el élesben az Egyesült Államokban. Voltak fizetési rendszerek elektronikus POS-terminálokkal a kiskereskedelmi és szolgáltató cégeknél, amelyeket a City National Bank & Trust Company of Columbus (Ohio államban) és a Savings Bank of Hampstead in Syosset (New York, Long Island) tesztelt.
Az Egyesült Államok első POS-rendszereinek megvalósításakor a bankok megpróbálták a lehető legközelebb maradni az akkor még újdonságnak számító ATM-ek feldolgozásához, ami azt jelentette, hogy az első POS-terminálokat betéti kártyákkal és PIN-kóddal kellett működtetni. Az első két POS-rendszer technikailag sikeres, de kereskedelmi szempontból sikertelen volt, mivel mindkét esetben területileg (csak egy körzetet vagy egy helyet fedtek le) és ügyfélkör (csak egy bank üzleti és privát ügyfelei használhatták őket) szempontjából korlátozottak voltak. Később a hasonló projektek hasonlóan működtek, ezért fontolóra vették a versengő bankok közötti együttműködésen alapuló összetettebb megoldásokat.
A helyi, és az egyes bankok által külön-külön üzemeltetett POS-rendszerei a mennyiség és ügyfélkör hiánya miatt nem voltak működőképesek, így regionális, bank-semleges és ezáltal interoperábilis POS-rendszerek alakultak ki. Ezeket a regionális ATM-üzemeltetők alapították, amelyek akkoriban a regionális bankok tulajdonában voltak, de a fokozatosan változó fizetési szokások eredményeként domináns POS-hálózatokká fejlődtek.

## A POS-terminálok további fejlődése
A kártya- és termináltechnika fejlődésével megváltozott annak a definíciója, hogy mi a POS-fizetési rendszer vagy a POS-terminál.
A mai POS-terminálok, amelyek támogatják mind a PIN-kóddal (leginkább betéti kártyák), mind az aláírással ellátott kártyákat (többnyire hitelkártyák), valamint az elektronikus pénztárcával történő fizetéseket, a klasszikus betéti kártyák korából származnak, ahol a POS-terminál egy tranzakciós terminál.
A fizetési eljárás ugyanaz volt már akkor is, mint ma:
- A fizetendő összeget beírják, vagy ha a pénztárgép csatlakozik a POS-terminálhoz, csak átviszik a gépről a terminálra.
- A bankkártyát hozzáérintik a terminálhoz, behelyezik a leolvasójába, vagy áthúzzák a leolvasási nyíláson.
- Ezután megvizsgálják a kártya hitelességét és érvényességét (jóváhagyott igen/nem, lejárt igen/nem). A vásárlási folyamat csak akkor folytatódik, ha a kártya megbízható, jóváhagyott és még nem járt le.
- A PIN-kódot egy speciális billentyűzet, a Encrypting PIN Pad segítségével adják meg, amelyet azonnal titkosít.
- A kártya tulajdonosának banki adatközpontja jóváhagyja az összeget. Az engedélyezési kérelem részeként blokkolja a kért összeget és hitelesíti a kártyatulajdonost (cardholder verification) a PIN-kód ellenőrzésével.
- Ha minden feltétel teljesült, a fizetés befejezése megjelenik a POS-terminál képernyőjén.

Ez a POS-terminálok első generációja a betéti kártya világából hamarosan tovább fejlődött, mivel az akkori hitelkártya-engedélyezési telefonokat hitelkártya-tranzakciós terminálokká fejlesztették tovább. A feldolgozás megegyezett az abban az időben a piacon forgalmazott betéti kártyák POS-termináljaival, a kártyatulajdonos jogosultságának meghatározása kivételével. Annak igazolására, hogy a kártya bemutatója egyben a kártyatulajdonos is, a POS-terminál ezen típusánál összehasonlították a kártyán szereplő aláírást a nyomtatott nyugtán szereplő aláírással.
Erre reagálva a betéti kártya világából érkező POS-terminálokat kibővítették egy hitelkártya tranzakciós modullal, és így tovább fejlesztették azokat olyan univerzális POS-terminálokká, amelyek képesek mind PIN-alapú, mind aláírás-alapú tranzakciók feldolgozására. Ez volt a POS-terminálok második generációja a piacon.
A chipkártyák megjelenésével az 1990-es évek közepe óta megjelentek a harmadik generációs POS-terminálok, amik megbízhatóbb módon ellenőrizhetik a kártya hitelességét. A chipkártya-olvasónak köszönhetően az ilyen univerzális terminálok nemcsak a PIN-kóddal és az aláírással történő tranzakciókat tudták hitelesíteni, hanem egy, a chipen lévő elektronikus pénztárcából is tudtak fizetési tranzakciót hitelesíteni.
Ezek a harmadik generációs POS-terminálok továbbra is működnek a mágneses csíkkal és a chippel is. Mára az összes bankkártyán, legyen az betéti, vagy hitelkártya, megtalálható mindkét azonosítási megoldás. 
A harmadik generációs POS-terminálok elterjedésével egyes iparágak (például éttermek, kávézók, piaci standok) bírálták a rendszer helyhez kötöttségét, ami az internet kapcsolat (online tranzakció) következménye. A probléma kiküszöbölésére kifejlesztették a GSM alapú mobil POS-terminálokat is, amiket egyre több helyen használnak.
A POS-terminálok terjedésével világszerte felmerült a következő probléma, a valutaváltás a külföldi bankkártyás vásárlások során. A Dynamic Currency Conversion (DCC) POS-terminál egy olyan kiterjesztése, amellyel a külföldi vásárlók megkapják a fizetési folyamat során fizetendő összeget, amelyet egy harmadik fél a saját valutájára konvertál. Ez a szolgáltatás nem ritkán azt jelenti, hogy a kibocsátó banknál lényegesen alacsonyabb árfolyamokat használnak, és az ügyfél költségei valóban növekednek.

## Kasszaintegrációs megoldások
A kártyás fizetések növekvő számával a fizetési folyamat kiegészítéseként a POS-terminál funkciói integrálódnak a pénztárgépbe. Ily módon elkerülhetők az esetleges hibák, elütések és felgyorsul a kártyás fizetés folyamata a pénztárgépnél. Az integráció során a biztonsági szempontból releváns funkciókat egy hitelesített különálló kártyaolvasóval felszerelt PIN-pad látja el, amelyet perifériás eszközként csatlakoztatnak a pénztárgéphez. A pénztárgép meglévő erőforrásait – mint például a fizetési igazolások, számlák kinyomtatásához használt nyomtató, a kezelő és az ügyfél útmutatásainak megjelenítő elemei vagy a pénztárgép hálózati funkciói a fizetési szempontból releváns adatok banki rendszerbe történő továbbításához – a kártyás fizetési rendszerrel együtt használhatóak.
Régebben nehéz volt a szoftver integrálása a pénztárgép-megoldásokba, mivel nem léteztek nemzetközileg elfogadott protokollszabványok. A piacon azóta megjelent tényleges szabványok, mint például az IFSF POS-EPS interfésze vagy a Wincor Nixdorf O.P.I. interfésze (O.P.I .: Open Payment Initiative), sokkal könnyebbé teszik az integrációt. Az EPAS projekt (EPAS: Electronic Protocols Application Software) során protokoll-szabványokat is létrehoznak európai szinten, amelyek csökkentik a különböző interfészek sokféleségét.

## A POS-terminálok elterjedése és fejlődése világszerte
Az amerikai tapasztalatokra támaszkodva több európai ország azt a célt tűzte ki, hogy nemzeti betéti kártya POS-rendszereket hozzanak létre. Ausztriában, Németországban az elektronikus készpénz, Belgiumban a Bancontact, Hollandiában a PIN. 
Az európai nemzeti POS-rendszerekből és a többi kontinens regionális POS-rendszereiből kiindulva az 1980-as években összekapcsolták ezeket a POS-rendszereket a kölcsönös kártya-elfogadással, ami a Maestro globális debitkártya-rendszer kialakulásához vezetett.
Ezzel párhuzamosan – a kártyaelfogadás szabványosítását követően – a kártyakibocsátó bankok felállítottak saját POS-rendszereket, vagy részt vettek mások rendszereiben, így az öt, világszerte használható kártyával működő kártyatársaság teljes mértékben használhatta a POS-rendszerek hálózatát.
Ma[mikor?] a tendencia az, hogy a telepített terminálok elfogadják az összes szokásos kártyatípust, bár a pénzügyi szabályok típusonként eltérőek. Hosszú távon minden értékesítési ponton lesz legalább egy ilyen univerzális terminál. A POS-terminálok fellendülése folytatódni fog az elkövetkező években.
A 2010-es években több olyan céget is alapítottak, amiknek a szakterülete az érintés nélküli fizetés, és digitális megoldásokat készítettek okostelefonokra és táblagépekre. Az NFC-kompatibilis fizetési kártyák és a mobil fizetések megjelenésével olyan alkalmazásokat fejlesztettek ki, amelyek feldolgozhatják a kifizetéseket helytől függetlenül. 2019-ben a Worldline és a Bitcoin Suisse szándéknyilatkozatot írtak alá, hogy közösen lehetővé tegyék a kriptovaluták elfogadását a POS-terminálokon.

## A magyarországi POS-terminál-piac
Magyarországon először a bankok nyújtottak POS-terminál telepítési szolgáltatásokat. A 2010-es években a bankok mellett megjelentek bankfüggetlen magyar és külföldi szolgáltatók is. 
A bankok közül az OTP Bank, a K&H Bank és a CIB Bank van jelen a hazai elfogadói piacon. Az UniCredit Bank, a Raiffeisen Bank, az Erste Bank és a Budapest Bank külső szolgáltatón keresztül nyújt kártyaelfogadói szolgáltatást.
A nem banki szolgáltatók közé tartozik a magyar tulajdonú Barion és Fizetési Pont; külföldi tulajdonú a SIX Payment Services, a Global Payments, a B-Payment (Borgun), a SumUp, a MyPOS, a NovoPayments, az EasyPay és a HelloPay. Új szereplőként jelent meg a Vodafone ReadyPay szolgáltatása is. 
Az elektronikus fizetési infrastruktúra bővítése érdekében a Pénzügyminisztérium (korábban: Nemzetgazdasági Minisztérium) 2016 decemberében bankkártya-elfogadóhely telepítési programot hirdetett meg, melynek keretében 80 000 forinttal támogatják a megszabott feltételeknek megfelelő kereskedelmi üzleteket.

## POS-terminál-típusok
Az elfogadók a kereskedők igényeinek függvényében kínálnak asztali vagy hordozható fizikai POS-terminált. 
Többféle kommunikációs lehetőség is létezik:
- a hagyományosabb, asztali analóg kommunikációt támogató POS-terminálok esetében analóg telefonhálózattal kell rendelkezni a kártyaelfogadás helyén,
- az internet alapú kommunikációt támogató POS-terminál ADSL / kábel / bérelt vonali internettel és mobil internettel működik,
- a SIM-kártyával ellátott POS-terminálok pedig vezeték nélküli GPRS-adatkapcsolatra képesek.

A bankkártya elfogadói piacot érintő fontos innováció, hogy a hagyományos POS-terminálok mellett megjelentek az okostelefonokhoz csatlakoztatható kártyaolvasók, az ún. mobil POS-terminálok (röviden mPOS-terminálok). 
A kereskedők már nemcsak fizikai POS-terminált tudnak igénybe venni, hanem online boltjaikban is lehetővé tudják tenni a bankkártyás fizetést virtuális POS-terminál (VPOS) segítségével, mely az internetes kereskedelmi (e-commerce) tranzakciók lebonyolításának egyre népszerűbb eszköze.
POS-terminálok típusai:
- VPOS – Virtuális terminál, első sorban az internetes kereskedelmi (e-kereskedelem) tranzakciók lebonyolítására szolgál.
- SoftPos – Bankkártyás fizetést lehetővé tevő okostelefonon lévő alkalmazás, mely a telefon NFC funkcióját használja.
- mPOS(wd) – Okostelefonhoz kapcsolódó kártyaolvasó, mely lehetővé teszi az összes típusú bankkártya használatát, PIN-kód beütését.
- Mini POS – Kis méretű, önálló POS-terminál, ami lehetővé teszi az összes típusú bankkártya használatát, PIN-kód beütését, azonban nyugtát nem tud nyomtatni, azt e-mailben tudja továbbítani a vevő által megadott e-mail címre.
- Desktop POS – Asztali POS-terminál, amit elektromos hálózathoz kell csatlakoztatni, lehetővé teszi az összes típusú bankkártya használatát, PIN-kód beütését, nyugtát tud nyomtatni.
- Wireless POS – Hordozható POS-terminál, amit nem kell elektromos hálózathoz csatlakoztatni, lehetővé teszi az összes típusú bankkártya használatát, PIN-kód beütését, nyugtát tud nyomtatni.
- Kiosk POS – Különböző típusú automatákon (ital-, parkoló- stb. automaták) elérhető fizetési terminál.
- POI-terminál – Hagyományos banki szolgáltatásokon túl egyéb értéknövelt szolgáltatások nyújtására is alkalmas, mely után jutalékot fizethet a kereskedőnek (pl. számlabefizetés, mobilegyenleg-feltöltés stb).